# Cheiracanthium taprobanense
Cheiracanthium taprobanense är en spindelart som beskrevs av Embrik Strand 1907. Cheiracanthium taprobanense ingår i släktet Cheiracanthium och familjen sporrspindlar.
Artens utbredningsområde är Sri Lanka. Inga underarter finns listade i Catalogue of Life.